# رنا ناكانو
رنا ناكانو (باليابانية: 中野蘭菜) هي ترامبولينية ‏ يابانية، ولدت في 10 سبتمبر 1997.

## وصلات خارجية
- رنا ناكانو على موقع الاتحاد الدولي للجمباز (licence) (الإنجليزية)
- رنا ناكانو على موقع الاتحاد الدولي للجمباز (biography) (الإنجليزية)
- رنا ناكانو على موقع اللجنة الأولمبية الدولية (الإنجليزية)
- رنا ناكانو على موقع أوليمبيديا (الإنجليزية)